# Bad Magic
 (décembre 2016).
Si vous disposez d'ouvrages ou d'articles de référence ou si vous connaissez des sites web de qualité traitant du thème abordé ici, merci de compléter l'article en donnant les références utiles à sa vérifiabilité et en les liant à la section « Notes et références ».
Albums de Motörhead
Aftershock
(2013) Clean Your Clock
(2016)
Bad Magic est le 22e et dernier album du groupe britannique de hard rock Motörhead. Il sort le 28 août 2015, soit quatre mois avant la mort de Lemmy et la disparition du groupe.

## Titres
1. Victory or Die - 3:09
2. Thunder & Lightning - 3:06
3. Fire Storm Hotel - 3:35
4. Shoot Out All of Your Lights - 3:15
5. The Devil - 2:54
6. Electricity - 2:17
7. Evil Eye - 2:20
8. Teach Them How to Bleed - 3:13
9. Till the End - 4:05
10. Tell Me Who to Kil - 2:57
11. Choking on Your Screams - 3:33
12. When the Sky Comes Looking for You - 2:58
13. Sympathy for the Devil (reprise des Rolling Stones) - 5:35

## Composition du groupe
- Lemmy Kilmister - chants & basse
- Phil Campbell - guitare
- Mikkey Dee - batterie